# 王宏 (1954年8月)
王宏（1954年—），汉族，陕西泾阳人，中华人民共和国政治人物，陕西省农业厅党组书记、厅长，中国共产党党员，第十一届全国人民代表大会陕西地区代表。

## 生平
毕业于陕西省委党校党政干部基础专修班。2008年起担任全国人大代表。